# Stellepipona stellenboschensis
Stellepipona stellenboschensis är en stekelart som först beskrevs av Cameron 1905.  Stellepipona stellenboschensis ingår i släktet Stellepipona och familjen Eumenidae. Utöver nominatformen finns också underarten S. s. nigricolor.